# Guanaré
Guanaré (Guanarés), pleme američkih Indijanaca nastanjeno u 17. i 18. stoljeću duž rijeke Itapecurú na području današnje brazilske države Maranhão. Prvi među njih dolazi João Vilar i Gonçalo Pereira, kada su bili u ratu s Urubu Indijancima. Na mjestu gdje su živjeli kasnije je (1780) osnovan grad Codó. Guanare, i moguće njihovi susjedi Barbados, nestali su u miješanju s crnim robovima koji su tu pristigli s prvim doseljenicima. 

## Vanjske poveznice
- Codó